# Juma Mwapachu
Juma Mwapachu   (Mwanza, 27 de setembre de 1942 - Dar es Salaam, 28 de març de 2025) va ser un polític de Tanzània, secretari general de la Comunitat de l'Àfrica Oriental. Va substituir Amanya Mushega d'Uganda que va completar el seu mandat de cinc anys el 24 de març de 2006.

## Biografia
Mwapachu va ser nominat per al càrrec pel president de Tanzània Jakaya Mrisho Kikwete. Va ser escollit com a Secretari General de la Comunitat de l'Àfrica Oriental per la Cimera de Caps d'Estat de la CAO, el 4 d'abril de 2006. Abans d'aquest nomenament, Mwapachu va ser ambaixador Extraordinari i plenipotenciari i delegat permanent de Tanzània a la UNESCO.
Mwapachu és graduat en lleis a la Universitat de Dar es Salaam (grau obtingut en 1969). També té un Diploma de Postgrau en Dret Internacional, Institucions Internacionals i Diplomàcia de l'Acadèmia Índia Internacional Dret i Diplomàcia de Nova Delhi. La Universitat de Dar es Salaam li va atorgar un títol de Doctor en Literatura (Honoris causa) el 2005.
Alguns dels seus càrrecs abans del seu nomenament com a secretari general de l'EAC van ser:
- Treballà al Ministeri de Govern Local i Administració Regional als anys setanta.
- Alt Comissionat de Tanzània a Nova Delhi, Índia.
- President del Consell d'Administració de la Tanzània Railways Corporation.
- Un comissari de la Comissió Presidencial de Reforma del Sector Parastatal.
- President de la Confederació de les Indústries de Tanzània, entre d'altres.
- Membre del Consell de Govern, Societat per al Desenvolupament Internacional.

## Obres
- Confronting New Realities: Reflections on Tanzania’s Radical Transformation
- Management of Public Enterprises in Developing Countries
- Local Perspectives on Globalization; The African Case (co-escrit amb J. Semboja, E. Jansen)
- President of the Society for International Development'